# Момент (час)
Моме́нт — середньовічна одиниця вимірювання часу, яка дорівнює 1,5 хвилини або ж 1/40 години. У сучасних мовах, зокрема — в українській, слово «момент» означає короткий проміжок часу, не вказуючи його точної тривалості.